# 江苏基督教新教

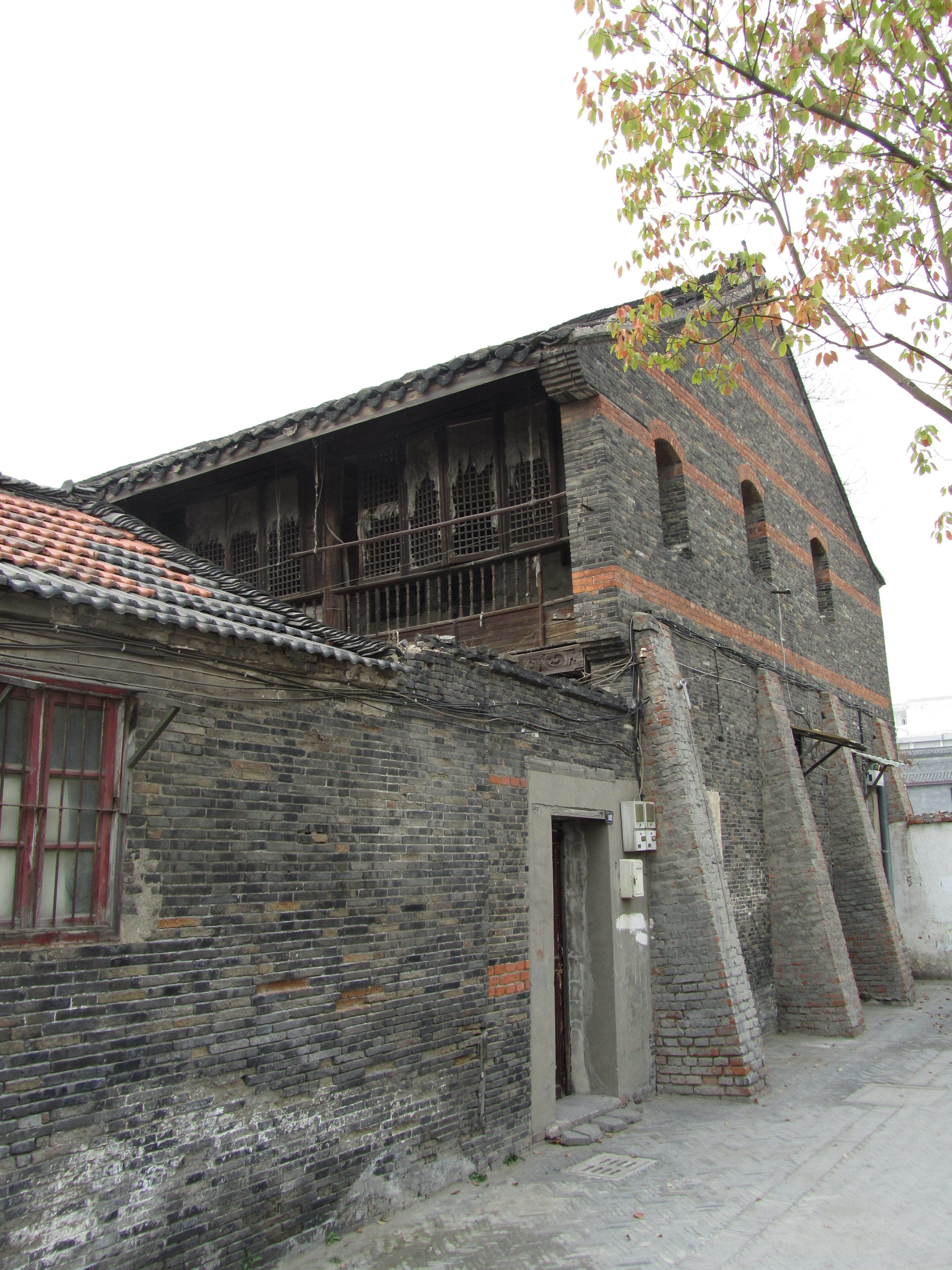
扬州教案旧址

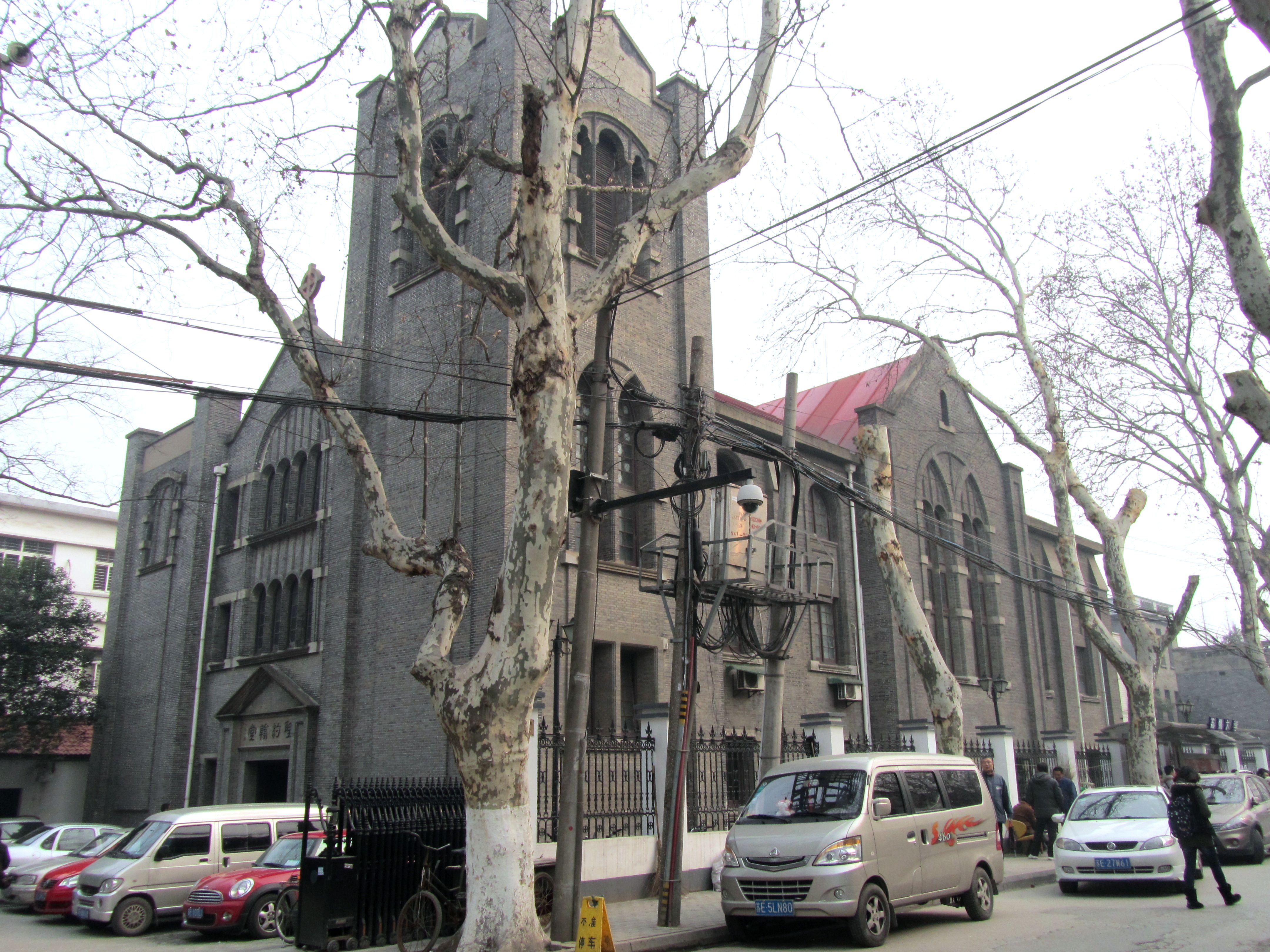
苏州圣约翰堂

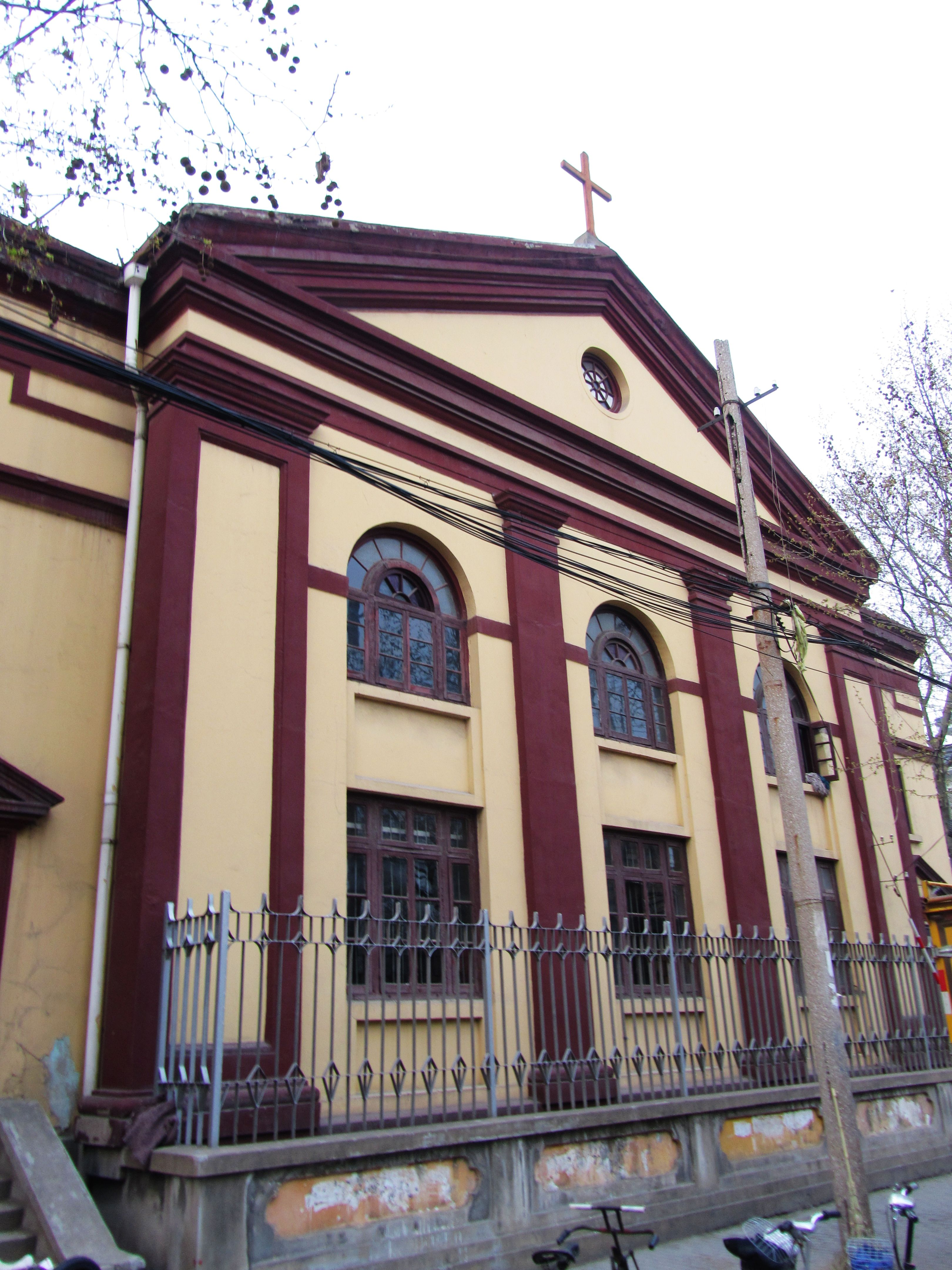
扬州贤良街浸会堂

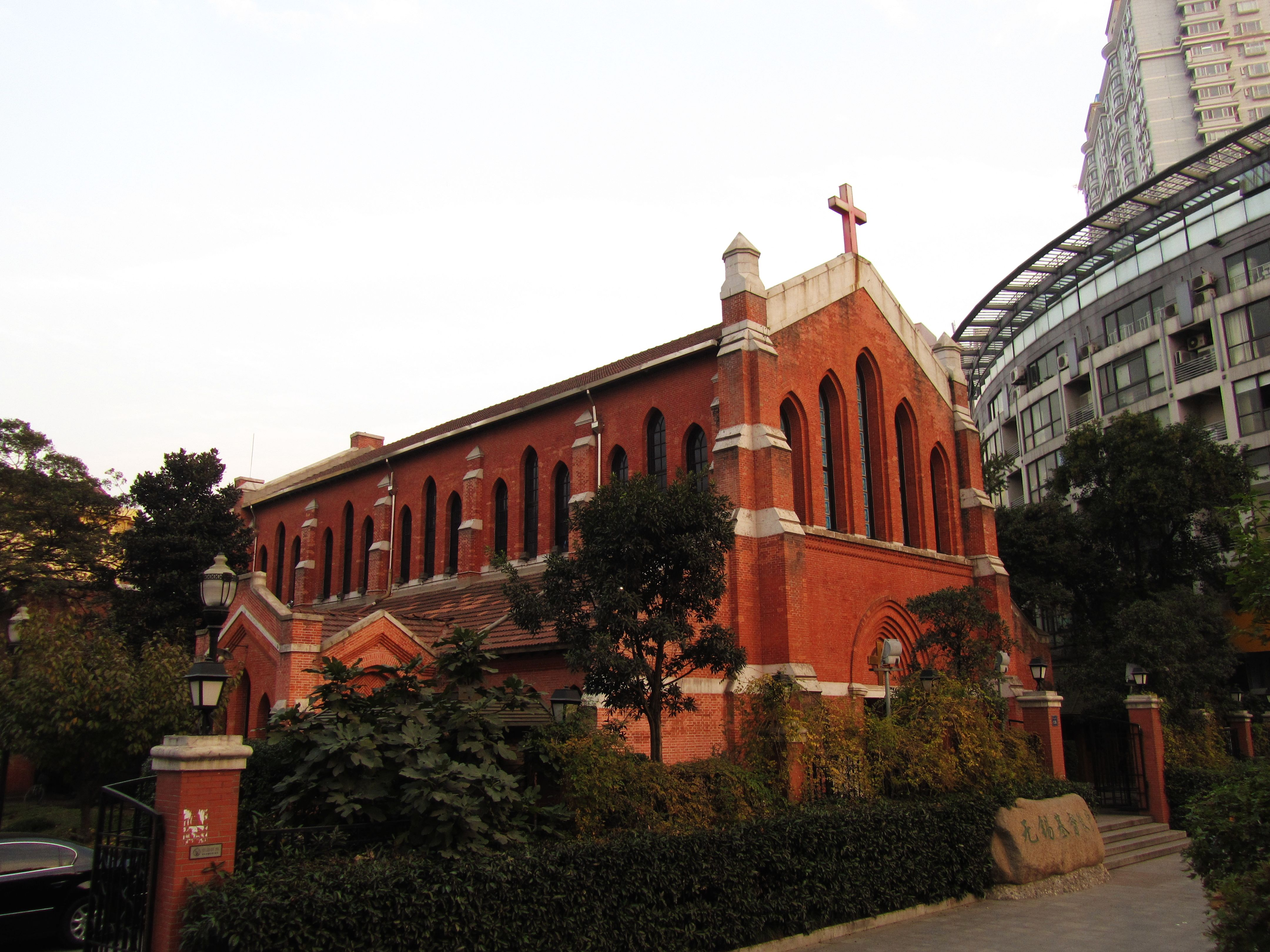
无锡圣十字堂

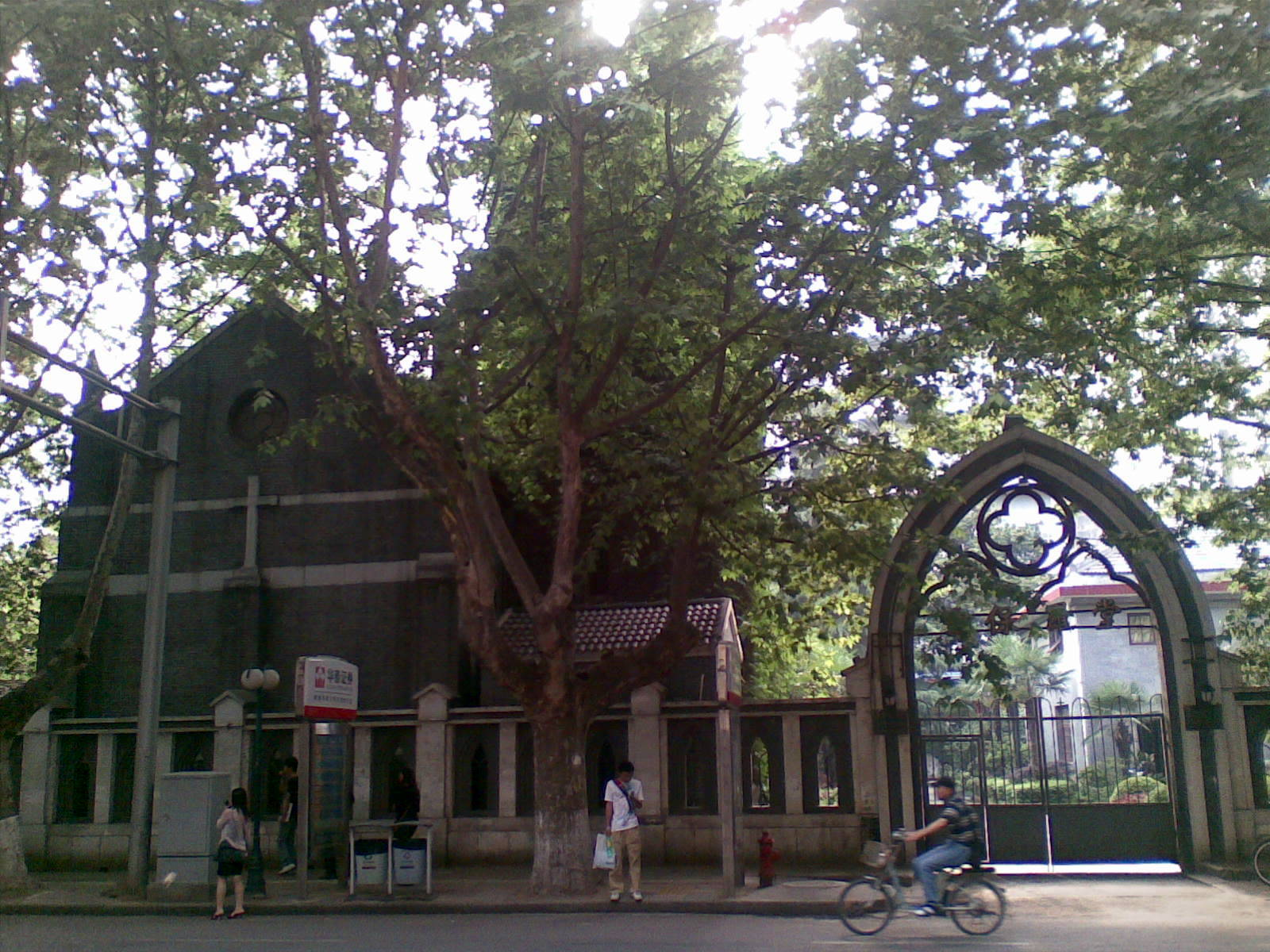
太平南路圣保罗堂

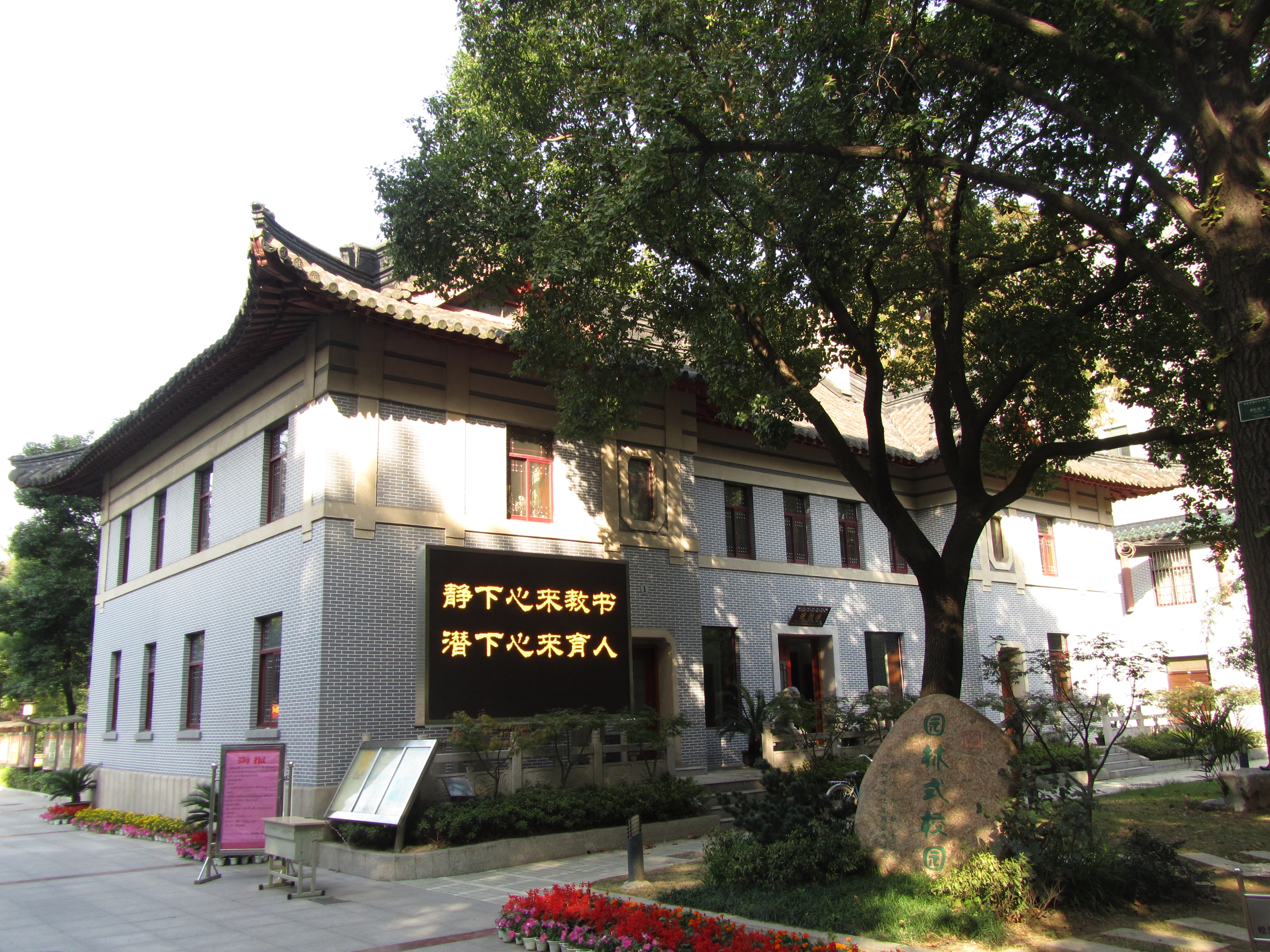
道胜堂

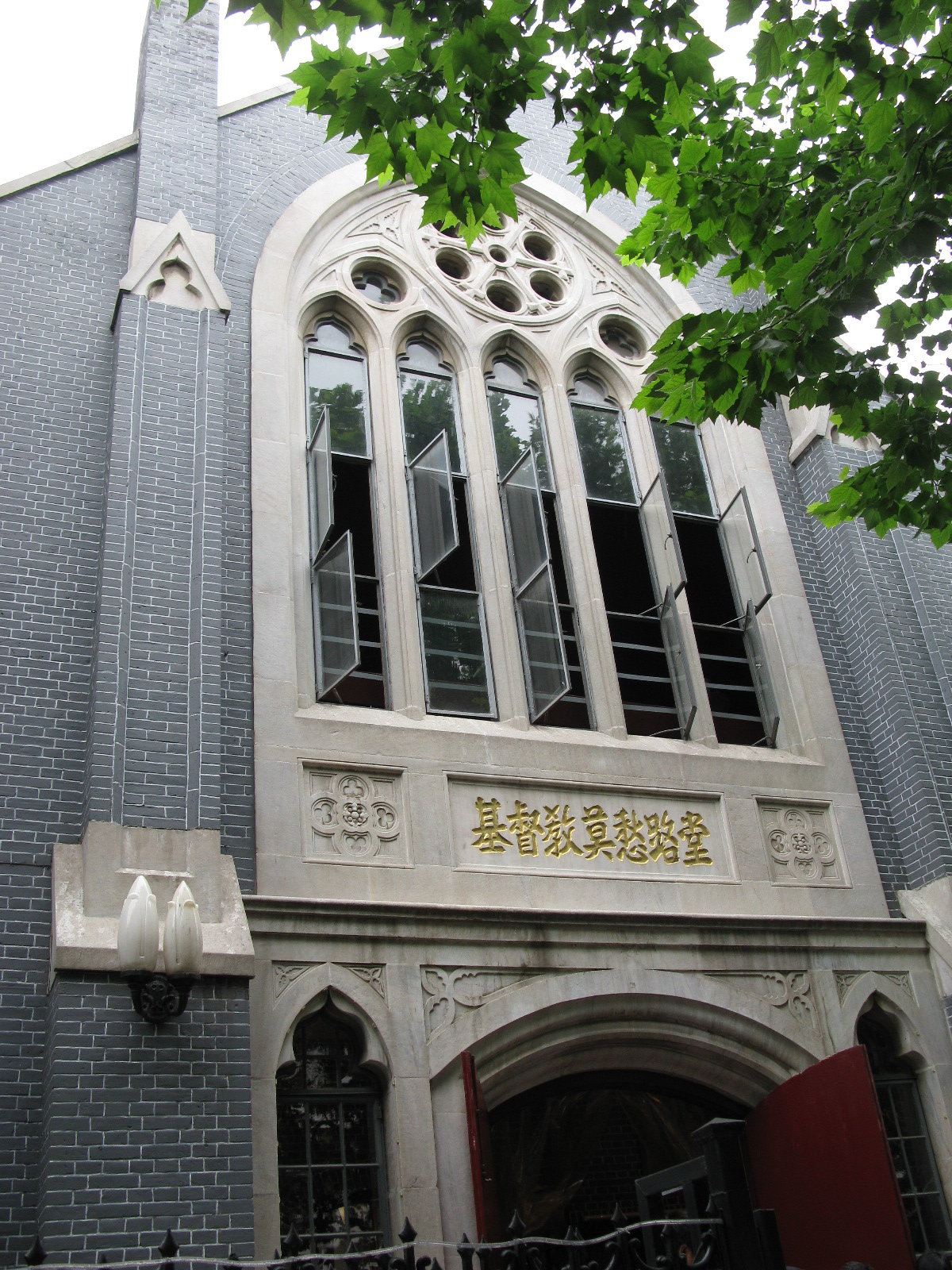
南京莫愁路堂

基督教新教在江苏的發展最早开始于19世紀中叶的清朝后期，来自英美的传教士于1843年在通商口岸上海立足后，便尝试进入苏州、南京、扬州等其他城市。到20世纪初，基督教新教在江苏经历了较大的发展，发展到拥有5万信徒。現在基督教在江苏有逐漸恢復發展，基督徒也逐漸成長。

## 教派
19世纪和20世纪初，同时有多个英美差会进入江苏传教：此后，基督教新教约有30个教派陆续传入江苏，包括：
1. 美国圣公会：1845年在上海立足后，成立了以上海圣约翰座堂为中心的江苏教区，1901年，开始进入太仓、无锡、常熟、苏州、南京、扬州、宝应、镇江等城市，在无锡设有圣十字堂（南门内，今中山路98号）、普仁医院及辅仁中学，在乡镇设有甘露救主堂、荡口显荣堂、陆区圣雅各堂、堰桥圣彼得堂、八士圣约翰堂、华庄堂；在苏州设立天恩堂（桃花坞大街）、桃坞中学、显道中学；在常熟建有圣巴多罗买堂（水北门）、福仁医院；在昆山设有基督堂（朝阳门）；太仓设有圣马太堂（西门）。1909年进入南京，设有圣保罗堂（1912年，门帘桥，今太平南路386号）、道胜堂（1915年，下关中山北路408号，今南京市第十二中学）、神工堂（浦镇新街27号，1916年）、救恩堂（湖南路111号，1933年）、复活堂（浦口码头东巷101号，1935年）以及宁海路堂（鼓楼新村6号，1938年）等教堂，中央神学院一度设此；在扬州设有圣三一堂（左卫街，今广陵路218号）和神在堂（便宜门，今泰州路扬州大学商学院内）及美汉中学（扬州大学商学院）、信成中学。1935年，在镇江建有山训堂（中山桥义士路）、宝应建常道堂。1948年，圣公会江苏教区共设3个支区、39个堂会(其中15个在上海)。
2. 美南浸信会：1847年在上海立足，以老北门第一浸会堂为基地，拓展至昆山、苏州、常熟、吴江、扬州、镇江、无锡、盛泽、句容、如皋、靖江、泰兴、丹阳、仪征、东台、天长、泰县、仪征等地，后成立江苏浸信会联会。1871年进入昆山，1879年在昆山城内前浜1号设立浸会堂；1877年进入苏州，设立谢衙前嘉音堂、苹花桥浸会堂、新民堂3所教堂，晏成中学（Yates Academy）、惠灵女中（Weiling Girl's School）；1885年传入镇江，建有银山门浸会堂（伯先路口）和五条街润中堂；曾开办浸会圣经学院。1888年传入扬州，设立卸甲桥浸会堂、贤良街浸会堂（今萃园路2号）；1907年进入无锡，建有惠工桥教堂（通惠路）和城中讲堂。1925年，浸会从河南传入徐州。浸会在南京开始很晚，1932年，南京粤语浸信会堂在游府西街71号成立，1948年又建立马台街福音堂（马台街135号）。
3. 美南监理会：1848年进入上海，1868年，美南监理会差会正式进入苏州，此后陆续设立了3个主要教堂：天赐庄苏州圣约翰堂、宫巷乐群社会堂和养育巷慕家花园口救世堂。监理会还在苏州天赐庄开设著名的东吴大学（Soochow University）、景海女师（Laura Haygood Memorial School for Women）和博习医院（今苏州市第一人民医院）。此后陆续扩展到苏南吴语区各地，包括常州、无锡、宜兴、常熟、太仓、昆山、吴江、启东、海门等地。监理会在常州建有恺乐堂（东门县学街9号）和北门教堂、武进医院，在常熟北门大街17号（虞山山麓）建有景道堂，在无锡建有南门礼拜堂（南长街耶稣弄）和北门景德堂。1923年，上海监理会派江长川过江到启东传教，建立惠民堂等教堂。
4. 美北长老会：1850年进入上海，此后发展到苏州和南京。美北长老会差会于1857年传入昆山陆家浜，1871年传入苏州，在阊门外上津桥创建救恩堂、更生医院和萃英中学。美北长老会差会于1874年传入南京。1875年先在门东的边营建立了第一座教堂（1890年由原房主赎回）。1882到1883年，传教士李满在城西四根杆子建造可容百人的四根杆子礼拜堂。该堂在1930年代扩建为汉中堂（莫愁路392号）。李满师母在此开办明德女书院，即明德女子中学的前身。美北长老会还在南京城内建立了沛恩堂（户部街49号，1893年）、城南颜料坊教堂（晚清，后卖给信义会）、双塘教堂（双塘路41号、双乐园5号，1913）、半边营教堂以及府东支堂、红纸廊支堂，郊区建立了天句堂（句容四牌楼大街，1909年）、淳化堂（1912年）、铜井福音堂（1916年）、溧阳堂（东门大街，1920年）、湖熟镇分堂（1945年）、天王寺教堂、慈湖支堂。
5. 美南长老会：1867年该会向中国派出了第一批传教士。第一个传教基地选择在浙江省会杭州。以后沿京杭大运河逐步向北扩展。1872年，杜步西牧师进入苏州，在养育巷购地自建教堂（1925年重建，名思杜堂）。该会又在齐门外设有崇道堂和福音医院，并扩展至吴江。1883年该会进入镇江后，设有西门教堂（今大西路75号）及基督医院，以及南门教堂，并扩展到丹阳、金坛，更以此为基地，开始向江苏北部地区大规模传教。1894年，美南长老会进入江阴，建立了东门和北门教堂、学校和医院，又从江阴扩展到常州和常熟，在常州建立西门外新马路的从谦堂，在常熟建有虞东堂，1924年建杨舍镇耶稣堂（今张家港市）。美南长老会的传教重点是在苏北地区，在各主要城市均设有传教中心，布道范围遍及各县，苏北大部分教会都是由美南长老会所建立。1887年，赛兆祥首先进入清江浦（今淮安市区），在老坝口鸡笼巷（今老坝口小学）立足，后来又建立了著名的仁慈医院及同庆堂（同庆街14号，原址仅存钟楼，对面另外仿建新教堂）、博古堂（博古巷1号，今淮海南路）等；在淮安府城建立西门教堂和北门章马桥教堂，并扩展至钦工等周边乡镇；1894年进入宿迁，建立了宿迁耶稣堂[1] 及仁济医院、崇实中学崇道中学、培贤女中；次年又进入徐州，建立西关教堂（淮海西路46号）、东关教堂、南关教堂、基督医院、坤维医院、正心中学、培心中学；有传教士驻扎的城市还有泰州（1902年）、盐城（1910年，1921年建堂，北大街，开办淮美中学、福音医院）和海州（1908年，开办义德医院），并扩展至周边的睢宁（1897，1921年建堂，府东巷57号）、泰兴、阜宁、灌云、沭阳、赣榆等地。
6. 美以美会:1880年代，美以美会进入南京和镇江两地，1881年，美以美会在南京开设医院。后来陆续开辟有城中会堂（估衣廊81号，1882年）、卫斯理堂（讲堂大街，即昇州路111号，1893年）、南门外西街等。郊区建立了江宁镇福音堂、秣陵关福音堂、上新河福音堂（上新河北大街42号）、陶吴镇、小丹阳教堂。1887年，沙德纳在在估衣廊以西的干河沿（今中山路东侧），开办畲清女塾，即汇文女子中学（今人民中学）的前身。1888年，美以美会华中布道年会又在干河沿（今中山路西侧），设立汇文书院（今金陵中学），该校为金陵大学的基础之一。1884年进入镇江，在大西路设立大西路福音堂（今大西路343号）和小码头福音堂，以及宝盖山的妇孺医院和崇实女中。又在丹阳设教堂。
7. 安息浸礼会：1847年进入上海，1902年在太仓浏河镇设立惠中医院。
8. 中国内地会：戴德生创立于1865年，1866年来华。1868年，内地会传教士戴德生一行在抵达扬州不久遭到袭击。扬州的第一座内地会教堂位于皮市街，现在作为扬州教案旧址加以保护。另一座教堂位于南门街（今甘泉路343号）。扬州教案后，内地会进入镇江，于1875年建立了伯先路教堂（今伯先路小街41号），1869年，内地会进入清江浦，建有铜元局教堂，在涟水也设有教堂。
9. 基督会：1886年，基督会第一位来华传教士马林医生进入中国，他将第一个传教站选择在南京。马林医生很快在鼓楼南坡（鼓楼公园1号）、花市大街（中华路344号，邻近长乐路）和下关惠民桥建立了3座教堂，并在鼓楼坡下创立了鼓楼医院和基督书院。基督书院由美在中担任校长，该校为金陵大学的基础之一。1895年，基督会进入南通，在南大街建立教堂。唐闸建分堂。
10. 贵格会：1887年12月14日，女传教士义白礼自美国俄亥俄州来华，传入南京，1891年创办培珍女校，1895年在慈悲社开办贵格医院。1908年在慈悲社8号建成贵格会灵恩堂，聘请华人高师竹为第一任牧师。设分堂两处，分别为大中桥福音堂（琥珀巷30号，1929年）以及迈皋桥福音堂（长营村1-2号，1947年）。贵格会于1898年传入六合县，在县城前街96号建立教堂，1925年又在陈桥、瓜埠、随家湾、太平集四处乡镇设立福音堂。
11. 来复会：1897年，来复会在美国波士顿成立。1898年，来复会最早的来华传教士慕向荣（G. H. Malone）夫妇进入中国，他们在南京开辟第一个传教站，开办一所兼收男女孩的很强的工艺学校，教授制造家具和床垫，纺织，裁缝，铜器，面包等，1899年开办一所兼收男女孩的很强的工艺学校，教授制造家具和床垫，纺织，裁缝，铜器，面包等。1902年建立教堂（大石桥18号）。进入20世纪后，来复会从南京扩展到安徽省的芜湖(1901) 和巢县 (1907) 。
12. 基督复临安息日会：1902年来华。1910年进入上海。同年，美国传教士毕胜道进入南京，设有高楼门堂（高楼门28号，1910年）、白下路堂（白下路140号，1911年）。1924年传入淮阴清江浦，在录事巷（水门桥）建警世堂，又传至沭阳、涟水、泗阳农村。1925年传入武进县雪堰桥。又将三育大学从上海迁往句容桥头镇（下蜀镇桥头社区），建造校舍，1931年定名中华三育研究社。1938年传入徐州。1941年传入无锡。1945年传入苏州。1948年传入扬州、镇江。
13. 使徒信心会：20世纪初来华。1919年传入苏州，在民治路设有教堂。后传入吴江、太仓、无锡、宜兴、溧阳农村。
14. 神的教会：20世纪初传入上海，1920年代传入镇江，在小太古山设有真道堂（宝盖路127号），1933年传入扬州，在柳巷设有真道堂。又传入高邮，设于原内地会教堂。
15. 神召会：1914年，美国神召会进入中国，驻北京。1920年传入上海，在杨树浦平凉路设教堂。抗战期间，该堂的苏北淮阴、泗阳、涟水、沭阳地区信徒回到家乡，建立神召会教堂。
16. 救世军：1916年传入中国北京，1935年传入南京，在中华路140号和下关设2教堂。
17. 圣洁会（远东宣教会）：1925年传入上海，在江湾淞沪路和闸北新疆路国庆路口建造教堂，1927年传入南京，建有大香炉堂（大香炉34号，1927年）、浦口教堂（浦口东门左所大街164号，1932年）。
18. 信义会：1946年进入南京，做大学基督徒团契工作，先在中山北路双龙巷聚会，1948年购得原长老会城南颜料坊教堂（颜料坊53号）。
19. 国际独立宣教会：传入江苏兴化，开办了兴仁医院、兴仁小学。传教士离开后停止。
20. 信爱会：1940年从上海传入无锡，在西门明德里租屋传教。40年代停止活动。
21. 景风山基督教丛林：1922年，原在湖南传教的挪威信义会牧师艾香德来到南京，在和平门外和玄武门创建景风山基督教丛林，专注于向僧道传福音。1927年，为避免非基督教运动的影响，迁往香港新界沙田，设立道風山基督教叢林。

20世纪上半叶，江苏又出现不少华人创立的独立团体或堂会：
1. 地方教会（基督徒聚会处）：1922年倪柝声创立于福州。1924年，倪柝声曾在南京工作。1926年，李渊如和汪佩真在南京开始孹饼聚会，1927年受南京事件影响停止，迁上海。1928年，苏北阜宁、淮安农村部分传道人参加倪柝声在上海哈同路文德里的得胜聚会后，转入地方教会，约有20处教会，分布在今天阜宁、淮安区、建湖、涟水。1933年，苏州建立地方教会。1934年，泰州建立地方教会。1936年，倪柝声派唐守临恢复南京教会，抗战后在中山东路祠堂巷聚会，1950年代初兴建鼓楼头条巷聚会所。1938年，吴江的盛泽、铜罗等集镇成立教会。1944年，无锡、徐州成立教会。扬州、镇江两地也成立了地方教会。
2. 真耶稣教会：1917年由魏保羅创立于北京。1919年传入南京，陆续建立鸡鹅巷区会（鸡鹅巷114号）、剪子巷区会（剪子巷9号）、浦口区会（阳沟东巷11号）、瓦厂街区会（瓦厂街51号）、镇江路区会（察哈尔路18-11号）、西所村区会（西所村一道街10号）。1928年成立常熟分会。同年，该会又派人到滨海的八巨设堂传教，并迅速在农村发展，以后又发展到阜宁、盐城、合德(今射阳)及盐城地区许多乡镇。19年，向沭阳、淮阴、泗阳农村发展，并成立“盐阜沭真耶稣教会联合会”，后又发展至淮安、徐州、宿迁等地的农村。1944年又到宜兴农村发展教徒。据该会1948年统计，在江苏有47个本会，分属沪西、苏州、常熟、常州、南京、盐城、八巨、新集、淮安9个分会管理。上海设江苏支会，统管9个分会。
3. 灵粮堂：由上海宣道会守真堂牧师趙世光创立于1942年。1944年建立南京灵粮堂，1946年，南京信徒魏修征女士捐献第六区云南路26号（五条巷）地产，1950年建造教堂。1946年在苏州也建有灵粮堂，办神学院和圣经学校。
4. 耶稣家庭：1927年，由敬奠瀛创立于山东泰安。1936年传入徐州。1940年传入淮安。1948年传入南京，在和平门外建教堂、农场。
5. 自立会：1935年，自立会从上海传入启东，于1938年建天民堂。
6. 自立神召会：1914年，中国传道人马兆瑞创建，到南京新街口租屋传教，创办女子工艺学校，收容孤贫儿童。1929年，在南京丰富路建教堂和工艺学校。1920年马兆瑞创建神召会堂于南京小粉桥1号。
7. 黄泥岗教会：1946年，原华北神学院的张学恭牧师在南京黄泥岗创办泰东神学院，1949年迁往桂林。中国牧师杨绍唐亦在此任教。他们租黄泥岗37号为礼拜堂，租鼓楼二条巷3号为小型聚会所。1951年控诉运动中杨绍唐受到冲击，迁往上海，接管迪化北路聚会所。
8. 灵工团：1946年从上海传入宜兴、溧阳。
9. 中华传道会：1945年，赵君影从重庆回到南京，曾在五台山设布道所，称中华传道会。
10. 灵光堂：贾玉铭牧师原在南京金陵神学院和金陵女子神学院执教，1936年在鼓楼厚载巷53号创立中国基督教灵修学院，抗战期间迁往重庆，1946年返回南京，租山西路81号房屋办学，设灵光堂。1949年，灵修神学院迁往上海。山西路灵光堂在1958年联合礼拜时得以保留。

1949年以前，西方传教士驻扎在江苏省的约20个城市，其中南京超过100人，其次包括苏州、镇江、扬州和清江浦（今淮安市区）。

## 现状
文化大革命结束之后，江苏省恢复开放教堂，开放的活动场所达到4390处，基督教信徒逐渐增加到180多万。江苏省的信徒主要集中在苏北宿迁、徐州、淮安、盐城、连云港5市，约占全省信徒总数的80%。苏北5市几乎每个县和镇都建有能容纳千人的大型教堂。淮安市神恩堂建筑面积10100平方米，号称是目前亚洲最大的基督教教堂。其他地区如苏州、常州也新建了大型教堂。南京仍是中国基督教的全国性中心之一，拥有2所神学院，其中包括唯一在全国招生的金陵神学院，以及江苏神学院；印刷圣经的爱德印刷公司和基督教社会服务机构爱德基金会也都设在南京。此外，江苏省基督教的另一个特点是，地方教会、真耶稣教会和基督复临安息日会三个原教派规模较大。 

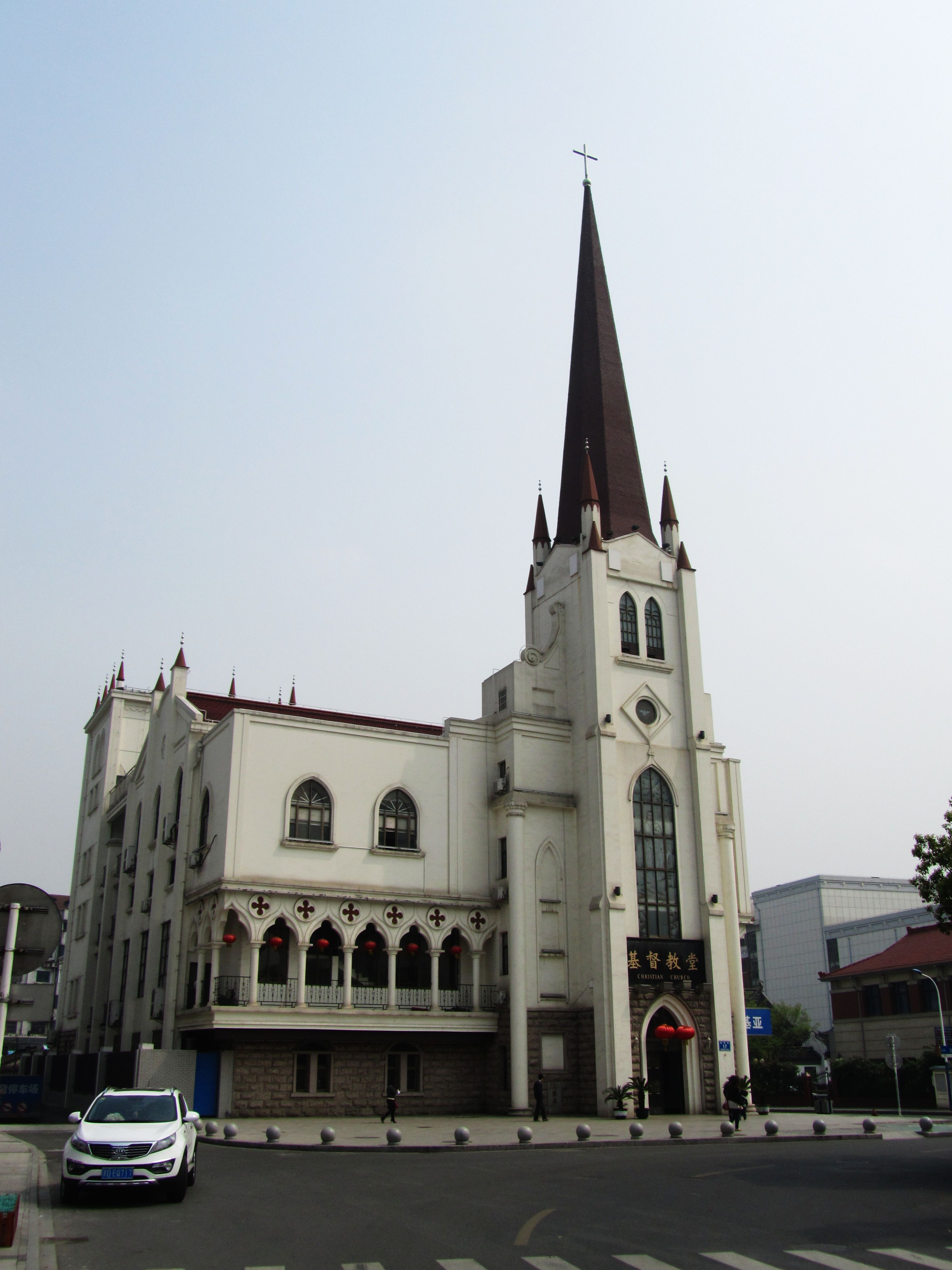
常州市基督教堂正面